# پرچم اور
پرچم اور یک دست‌ساخته به ابعاد ۲۱٫۵۹ در ۴۹٫۵۳ سانتیمتری است که از آن شهر باستانی اور است (در جنوب بغداد امروزی). این دست‌ساخته ۴۶۰۰ سال قدمت دارد و به صورت یک جعبهٔ چوبی توخالی است. این پرچم به صورت جعبه ساخته شده تا در هر وجه آن صحنه‌هایی از جنگ و صلح با ظرافت به نمایش درآید. کاشف این دست‌ساخته ادعا کرده‌است که این وسیله به عنوان پرچم استفاده می‌شده اما در واقع کاربرد اصلی آن مبهم است. پرچم اور در دههٔ ۱۹۲۰ در گور یکی از شاهان اور کنار اسکلت مردی که طی مراسمی قربانی شده بود قرار گرفته بود. این مرد احتمالاً مسئول نگهداری از این پرچم بوده‌است. امروزه این پرچم به صورت بازسازی شده در موزه بریتانیا در لندن به نمایش گذاشته شده‌است.
این پرچم از موزائیک‌هایی از جنس صدف، سنگ آهک قرمز و لاجورد ساخته شده‌است.

## پیشینه
این دست‌ساخته در یکی از بزرگترین گورهای شاهی (PG 779) در اور یافت شده‌است، این گور از آن شاهی بود که در حدود سال ۲۵۵۰ پیش از میلاد مرده بود. حفاری‌ها و جستجوهای سر لئونارد وولی در عراق تحت قیمومت بریتانیا در ۱۹۲۷ تا ۱۹۲۸ باعث شناسایی این پرچم در گوشه ای از اتاقک آرامگاه شد. پرچم درست در کنار شانه‌های مردی که آن را روی یک تیرک نگه داشته بود قرار داشت به همین دلیل بود که وولی حدس زد که احتمالاً این دست‌ساخته یک پرچم بوده‌است. پژوهش‌های بعدی کمکی به تأیید فرضیهٔ وولی نکرد با این حال نام پرچم بر روی آن باقی ماند. کشف این پرچم بسیار غیرمنتظره بود چون آرامگاهی که در آن کشف شده بود قبلاً مورد دستبرد دزدان قرار گرفته بود. هنگامی که آخرین اتاقک آرامگاه کاملاً تخلیه شده بود یکی از کارگران یک پوستهٔ تزئین شده یافت. وولی این قطعه را به خوبی تمیز کرد و خاک آن را زدود و دریافت که در ساخت آن از لاجورد استفاده شده‌است.
پرچم اور به صورت تکه‌تکه باقی مانده‌است. گذر هزاران سال زمان باعث پوسیدگی قاب چوب شده‌است و تنها آسفالت که به عنوان چسب عمل کرده باعث باقی ماندن اجزا در کنار هم شده‌است. همچنین وزن خاک باعث ایجاد شکستگی در برخی صفحه‌های آن شده‌است از این رو بیرون آوردن آن از خاک و نگهداری اش امری بسیار دشوار بود. وولی به حفاران خود دستور داده بود که به دنبال حفره‌های ایجاد شده در زمین در اثر مواد پوسیده شده بگردند و آن‌ها را با پارافین یا گچ پر کنند تا شکل جسمی که باعث ایجاد حفره شده بوده بدست آید (مانند قالب گچی قربانیان پمپئی). هنگامی که حفاران بقایای پرچم را شناسایی کردند؛ دریافتند که تکه‌های موزائیک شکل خود را در خاک حفظ کرده‌اند در حالی که قالب چوبی آنها پوسیده شده‌است. آنها با دقت تکه‌های کوچک موزائیک به مساحت حدود ۳ سانتیمتر مربع را پیدا کردند و با پارافین پوشاندند تا طرح اولیهٔ آنها بدست آید.

## توصیف
آنچه که امروزه از پرچم باقی مانده بازسازی بهترین حدسی است که می‌شد از ظاهر اصلی آن زد. پرچم اور احتمالاً یک جعبهٔ چوبی توخالی به ابعاد ۲۱٫۵۹ در ۴۹٫۵۳ سانتیمتر بوده که با موزائیکی از جنس صدف، سنگ آهک قرمز و لاجورد تزئین شده؛ جعبه شکلی منظم دارد و گوشه‌های انتهایی آن به صورت سه گوش بریده شده‌است در نتیجه پایین آن پهن‌تر و بالای آن باریک‌تر است (در امتداد میله‌های توبلرون مانند).
تزئینات و موزائیک هر وجه را کامل پوشانده و در هر کدام سه تصویر به نمایش درآمده است. دو موزائیک به نمایش جنگ و صلح و آنچه که به آن وقایع مربوط است را به نمایش درآورده اند مانند صحنه‌هایی از چادرهای نظامی یا صحنه‌هایی از یک مهمانی. دو وجه ابتدایی و انتهایی به نمایش حیوانات باستانی پرداخته‌است اما این وجه‌ها بسیار آسیب دیده‌اند.